# 우니온 라칼레라
우니온 라칼레라(Unión La Calera)는 칠레에 위치한 라칼레라를 연고로 하는 축구팀이다. 이 팀은 1954년에 창단하였다.

## 선수 명단

### 현역
참고: FIFA 자격 규정에 따라 소속된 국가대표팀 국기를 표시합니다. 선수는 복수의 FIFA 비회원국 국적을 가지고 있을 수 있습니다.
| 번호 | 포지션 | 국적 | 이름 |
| ---- | ------ | ---- | ---- |

| 번호 | 포지션 | 국적     | 이름              |
| ---- | ------ | -------- | ----------------- |
| 21   | MF     | 우루과이 | 아구스틴 알바레스 |

## 같이 보기
- 라칼레라 (칠레)